# Norman Jarosik
Norman C. Jarosik est un astrophysicien américain. Il a travaillé sur la sonde d'anisotropie micro-ondes Wilkinson (WMAP) dont les observations du rayonnement de fond cosmique micro-ondes (CMBR) ont fourni des informations importantes sur la cosmologie.

## Biographie
Jarosik étudie la physique à l'Université d'État de New York à Buffalo, où il obtient son doctorat en 1986. Après deux ans aux Laboratoires Bell, il commence à travailler à l'Université de Princeton, où, à partir de 2018, il occupe le poste de physicien de recherche principal/conférencier.
À Princeton, Jarosik se spécialise dans les mesures de CMBR à partir de sondes au sol et à haute altitude. Il est membre de l'équipe scientifique WMAP où il travaille sur la conception, la construction et les tests des systèmes de radiomètres à micro-ondes et contribue à l'étalonnage et à l'analyse des données de vol. Il est également impliqué dans le Télescope cosmologique d'Atacama.
Jarosik reçoit le Prix de physique fondamentale 2018 avec Charles L. Bennett, Gary Hinshaw, Lyman Page Jr., David N. Spergel et l'équipe de recherche WMAP.